# Waterville (Ohio)
Waterville – miasto w Stanach Zjednoczonych, w stanie Ohio, w hrabstwie Lucas.